# Specie di Emilia
Elenco delle 126 specie di Emilia:

## A
- Emilia abyssinica (Sch.Bip. ex A.Rich.) C.Jeffrey
- Emilia adamagibaensisc Mesfin & Beentje
- Emilia adscendens DC.
- Emilia alstonii  Fosberg
- Emilia arvensis  Mesfin & Beentje
- Emilia aurita  C.Jeffrey

## B
- Emilia baberka (Hutch.) C.Jeffrey
- Emilia baldwinii Fosberg
- Emilia bampsiana  Lisowski
- Emilia basifolia  Baker
- Emilia bathiei  Humbert
- Emilia baumii  S.Moore
- Emilia bellioides (Chiov.) C.Jeffrey
- Emilia bianoensis  Lisowski
- Emilia biensis (Torre) Mapaya & Cron
- Emilia blittersdorffii  Beentje
- Emilia brachycephala (R.E.Fr.) C.Jeffrey

## C
- Emilia capillaris  Humbert
- Emilia cenioides  C.Jeffrey
- Emilia charlesii  Kottaim.
- Emilia chiovendeana (Muschl.) Lisowski
- Emilia citrina  DC.
- Emilia coccinea (Sims) G.Don
- Emilia coloniaria (S.Moore) C.Jeffrey
- Emilia crepidioides  Garab.
- Emilia crispata  C.Jeffrey
- Emilia cryptantha  C.Jeffrey

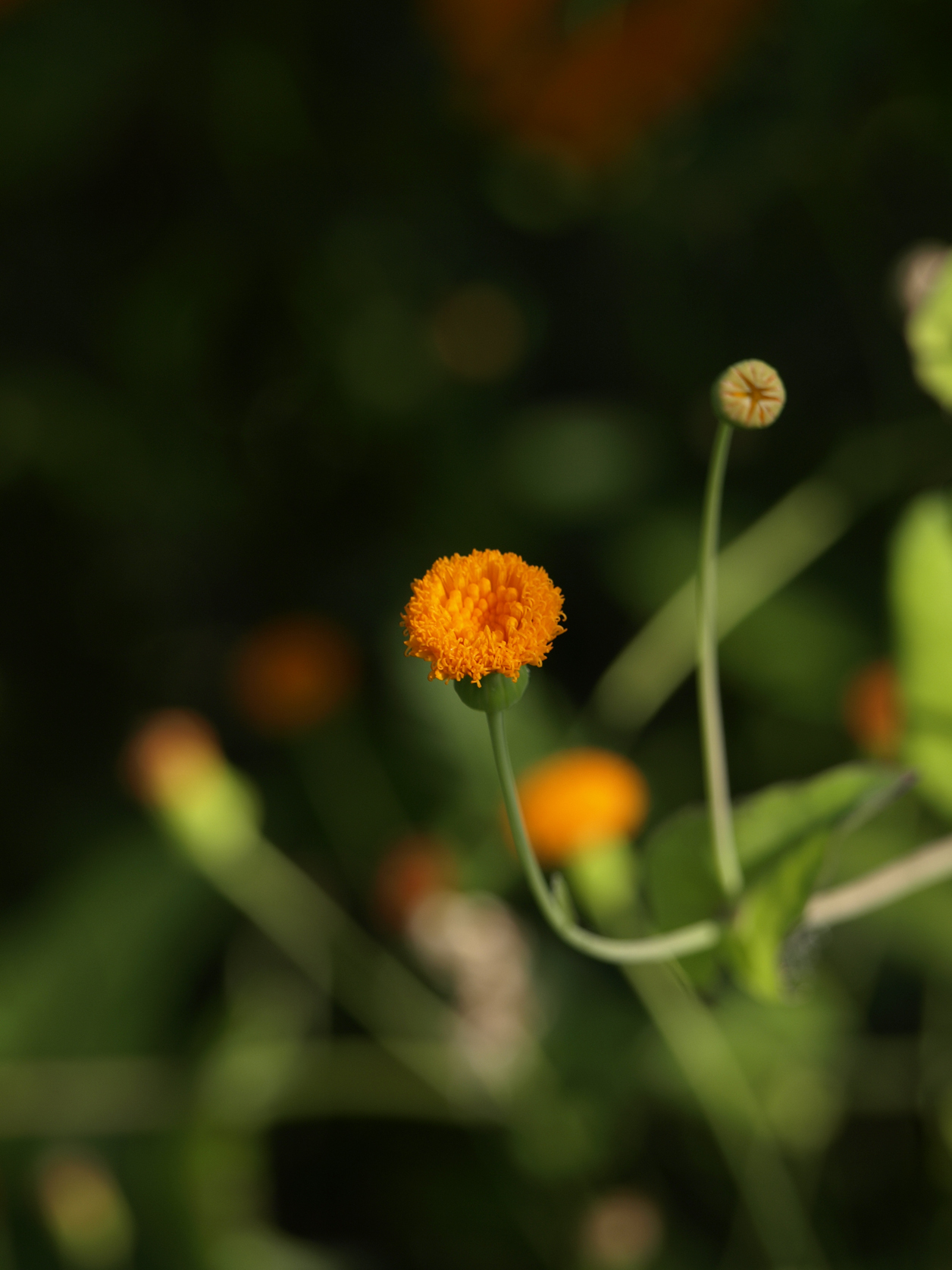
Emilia citrina

## D
- Emilia debilis  S.Moore
- Emilia decaryi  Humbert
- Emilia decipiens  C.Jeffrey
- Emilia discifolia (Oliv.) C.Jeffrey
- Emilia djalonensis  Lisowski
- Emilia drummondii (Torre) Mapaya & Cron
- Emilia duvigneaudii  Lisowski

## E
- Emilia emilioides (Sch.Bip.) C.Jeffrey
- Emilia epapposa (Lisowski) Mapaya & Cron
- Emilia everettii (Hemsl.) Steenis
- Emilia exigua (S.Moore) Mapaya & Cron
- Emilia exserta  Fosberg

## F
- Emilia fallax (Mattf.) C.Jeffrey
- Emilia flaccida  Miq.
- Emilia fosbergii  Nicolson
- Emilia fugax  C.Jeffrey

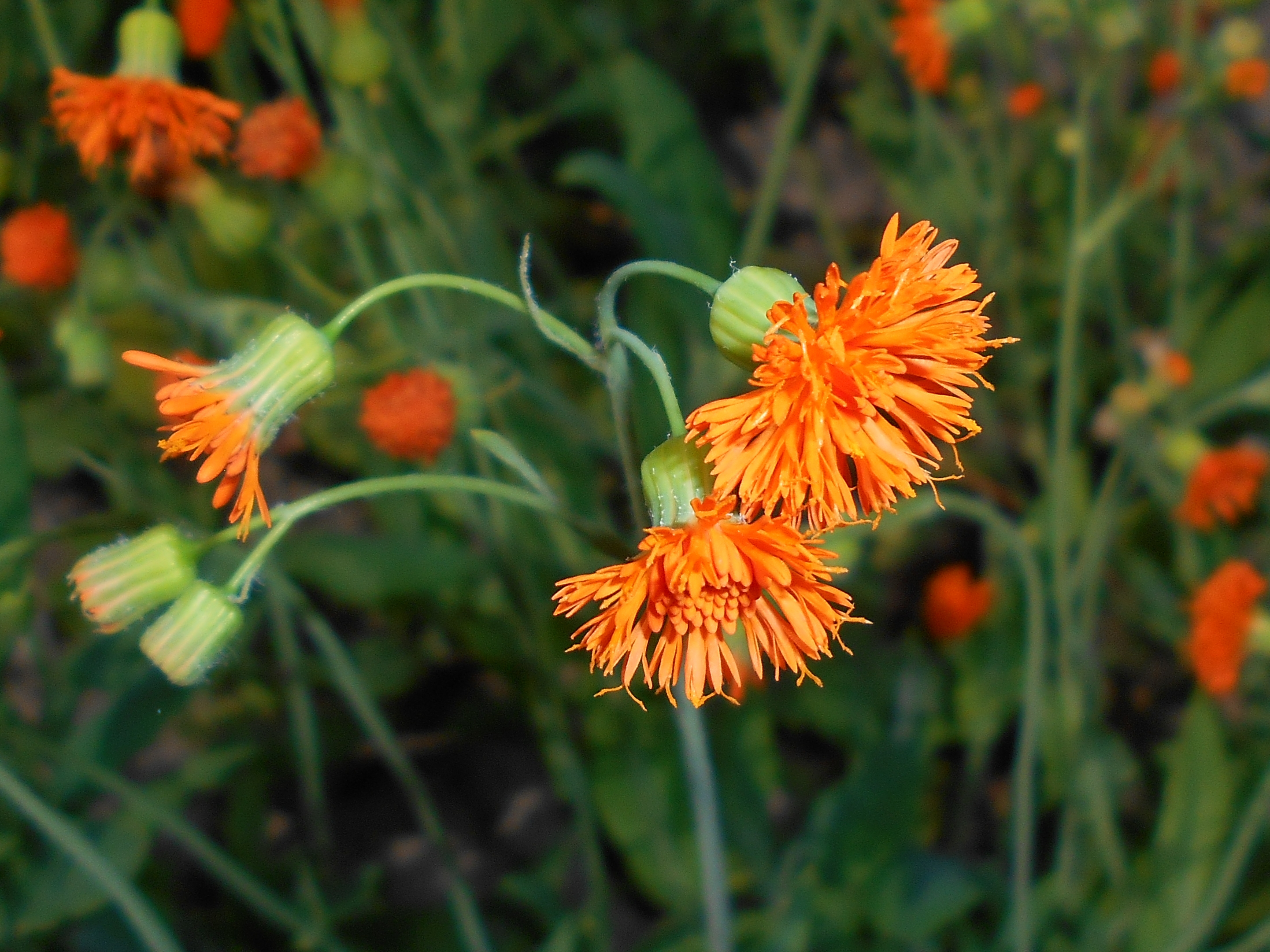
Emilia fosbergii

## G
- Emilia gaudichaudii  Gagnep.
- Emilia gossweileri (S.Moore) C.Jeffrey
- Emilia graminea  DC.
- Emilia guineensis  Hutch. & Dalziel

## H
- Emilia helianthella  C.Jeffrey
- Emilia herbacea  Mesfin & Beentje
- Emilia hiernii  C.Jeffrey
- Emilia hockii (De Wild. & Muschl.) C.Jeffrey
- Emilia homblei (De Wild.) C.Jeffrey
- Emilia humifusa  DC.

## I
- Emilia infralignosa  Humbert
- Emilia integrifolia  Baker
- Emilia irregularibracteata (De Wild.) C.Jeffrey

## J
- Emilia javanica (Burm.f.) C.B.Rob.
- Emilia jeffreyana  Lisowski
- Emilia juncea  Robyns

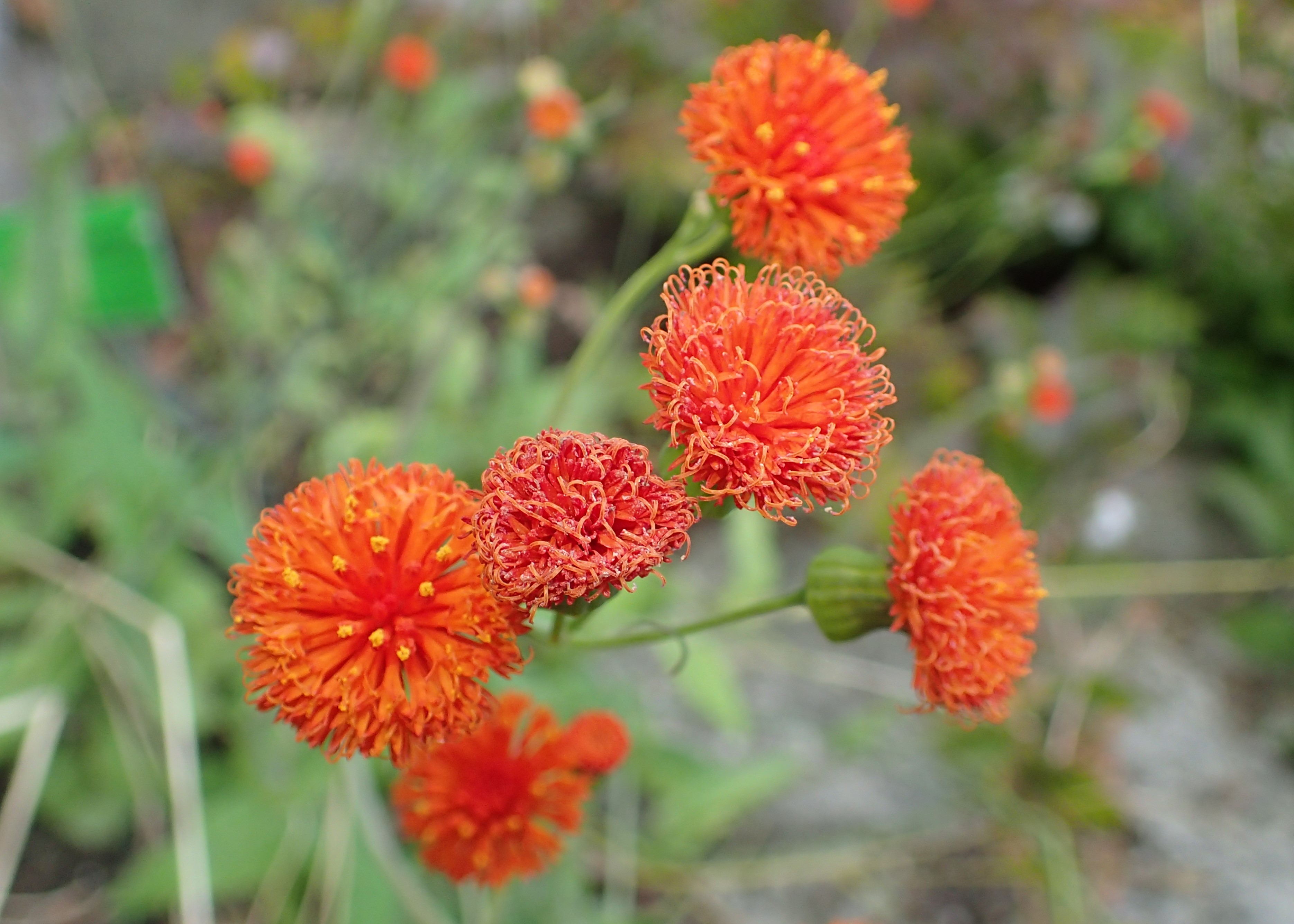
Emilia javanica

## K
- Emilia kasaiensis  Lisowski
- Emilia khaopawtaensis  H.Koyama
- Emilia kilwensis  C.Jeffrey
- Emilia kivuensis (Muschl.) C.Jeffrey

## L
- Emilia lejolyana  Lisowski
- Emilia leptocephala (Mattf.) C.Jeffrey
- Emilia leucantha  C.Jeffrey
- Emilia libeniana  Lisowski
- Emilia limosa (O.Hoffm.) C.Jeffrey
- Emilia lisowskiana  C.Jeffrey
- Emilia longifolia  C.Jeffrey
- Emilia longipes  C.Jeffrey
- Emilia longiramea (S.Moore) C.Jeffrey
- Emilia lopollensis (Hiern) C.Jeffrey
- Emilia lubumbashiensis  Lisowski
- Emilia luwiikae (D.J.N.Hind & Frisby) Mapaya & Cron
- Emilia lyrata (Cass.) C.Jeffrey

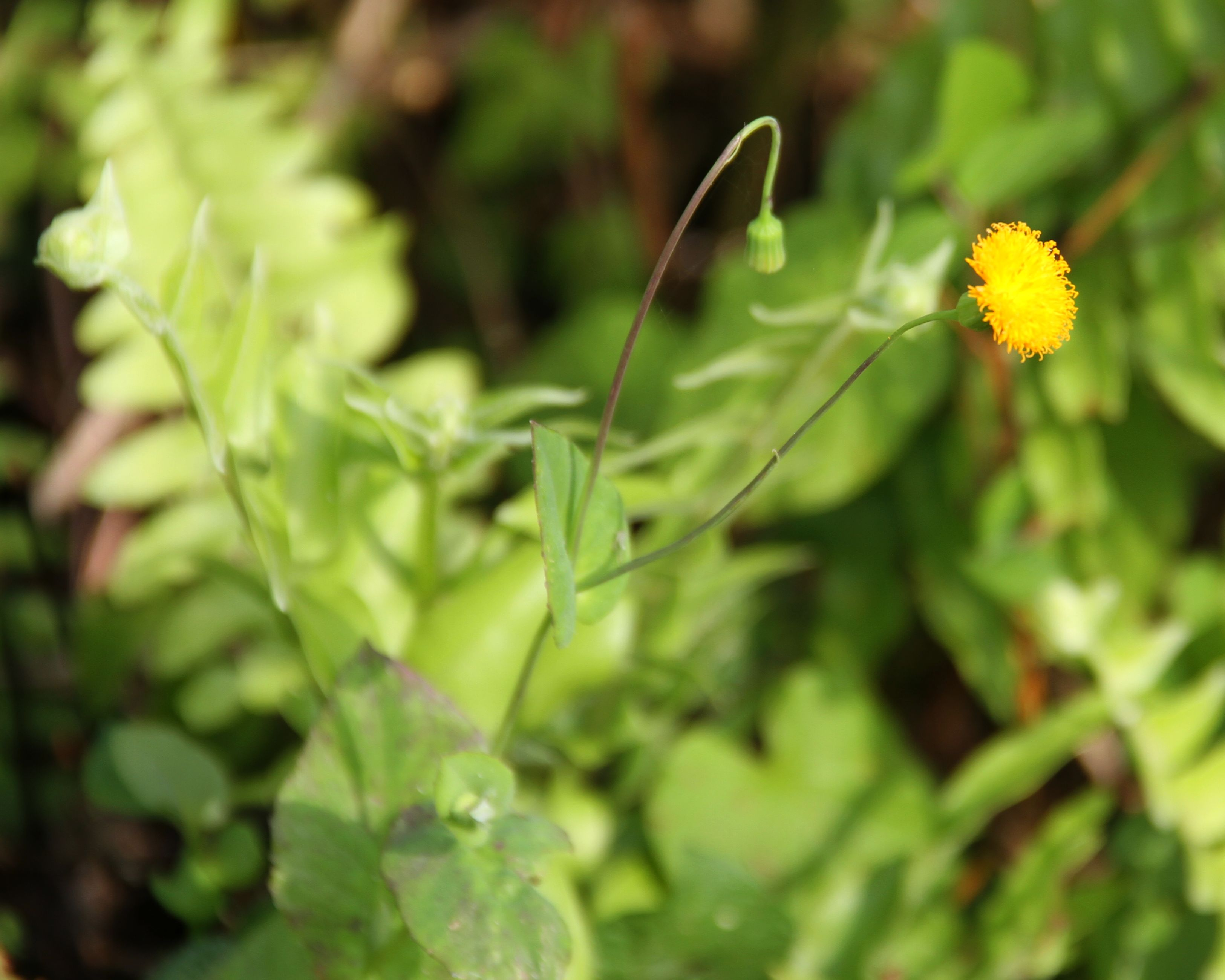
Emilia lisowskiana

## M
- Emilia malaisseana  Lisowski
- Emilia marlothiana (O.Hoffm.) C.Jeffrey
- Emilia mbagoi  Beentje & Mesfin
- Emilia micrura  C.Jeffrey
- Emilia moutsamboteana  Lisowski
- Emilia myriocephala  C.Jeffrey

## N
- Emilia negellensis  Mesfin & Beentje

## P
- Emilia palhinhana (Torre) Mapaya & Cron
- Emilia pammicrocephala (S.Moore) C.Jeffrey
- Emilia papuana  Mattf.
- Emilia parnassiifolia  S.Moore
- Emilia perrieri  Humbert
- Emilia petitiana  Lisowski
- Emilia pinnatifida  Merr.
- Emilia praetermissa  Milne-Redh.
- Emilia prenanthoidea  DC.
- Emilia protracta  S.Moore
- Emilia pseudactis  C.Jeffrey
- Emilia pumila  DC.

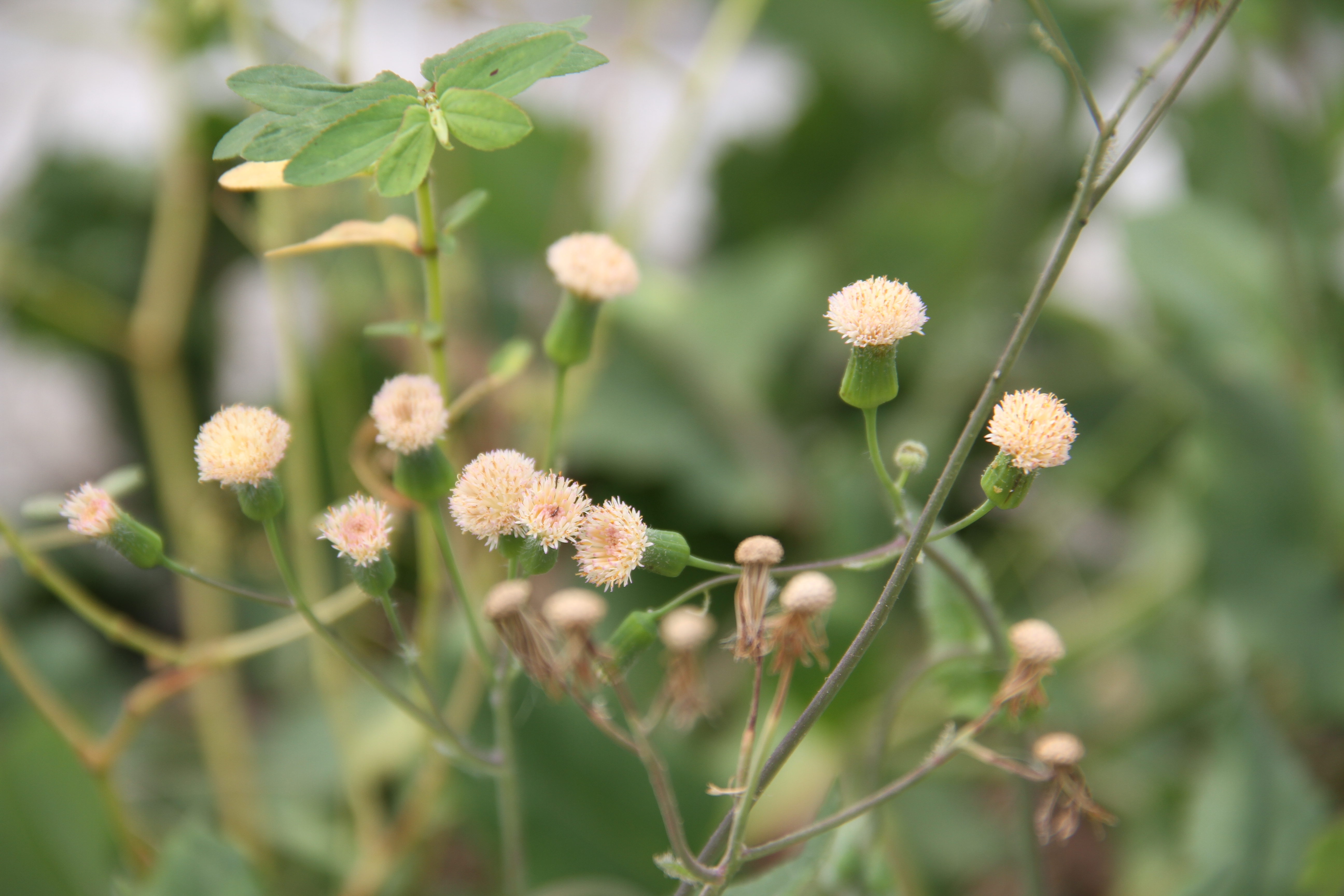
Emilia praetermissa

## R
- Emilia ramulosa  Gamble
- Emilia reddyi  Satish & J.Prak.Rao
- Emilia rehmanniana  Lisowski
- Emilia rigida  C.Jeffrey
- Emilia robynsiana  Lisowski

## S
- Emilia scabra  DC.
- Emilia schinzii (O.Hoffm.) Cron
- Emilia schmitzii  Lisowski
- Emilia serpentina  Mesfin & Beentje
- Emilia serrata  Humbert
- Emilia shabensis  Lisowski
- Emilia simulans  C.Jeffrey
- Emilia somalensis (S.Moore) C.Jeffrey
- Emilia sonchifolia (L.) DC.
- Emilia speeseae  Fosberg
- Emilia subscaposa  Lisowski

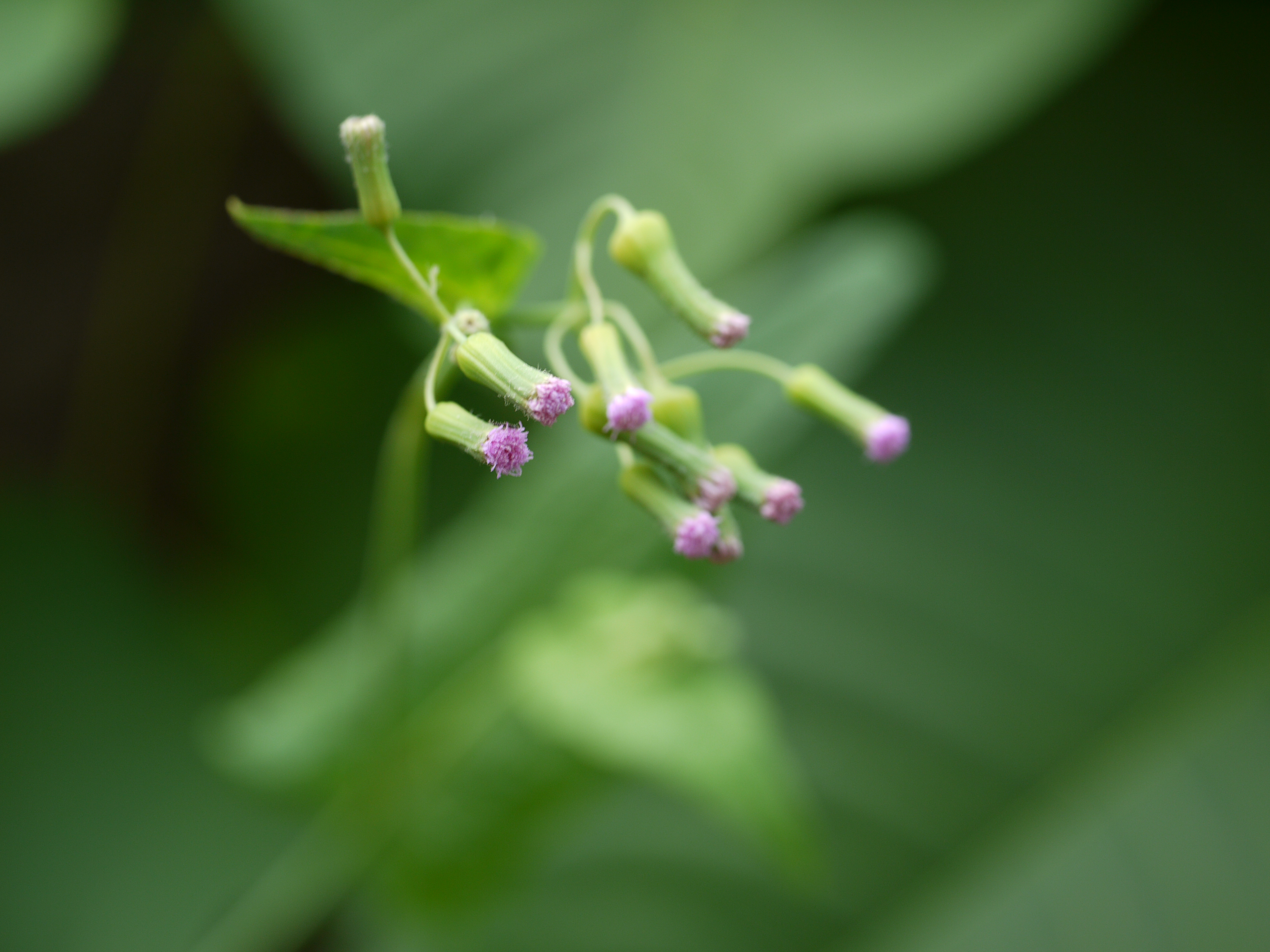
Emilia sonchifolia

## T
- Emilia tenellula (S.Moore) C.Jeffrey
- Emilia tenera (O.Hoffm.) C.Jeffrey
- Emilia tenuicaulis (C.D.Adams) Mapaya & Cron
- Emilia tenuipes  C.Jeffrey
- Emilia tenuis  C.Jeffrey
- Emilia tessmannii (Mattf.) C.Jeffrey
- Emilia transvaalensis (Bolus) C.Jeffrey
- Emilia tricholepis  C.Jeffrey

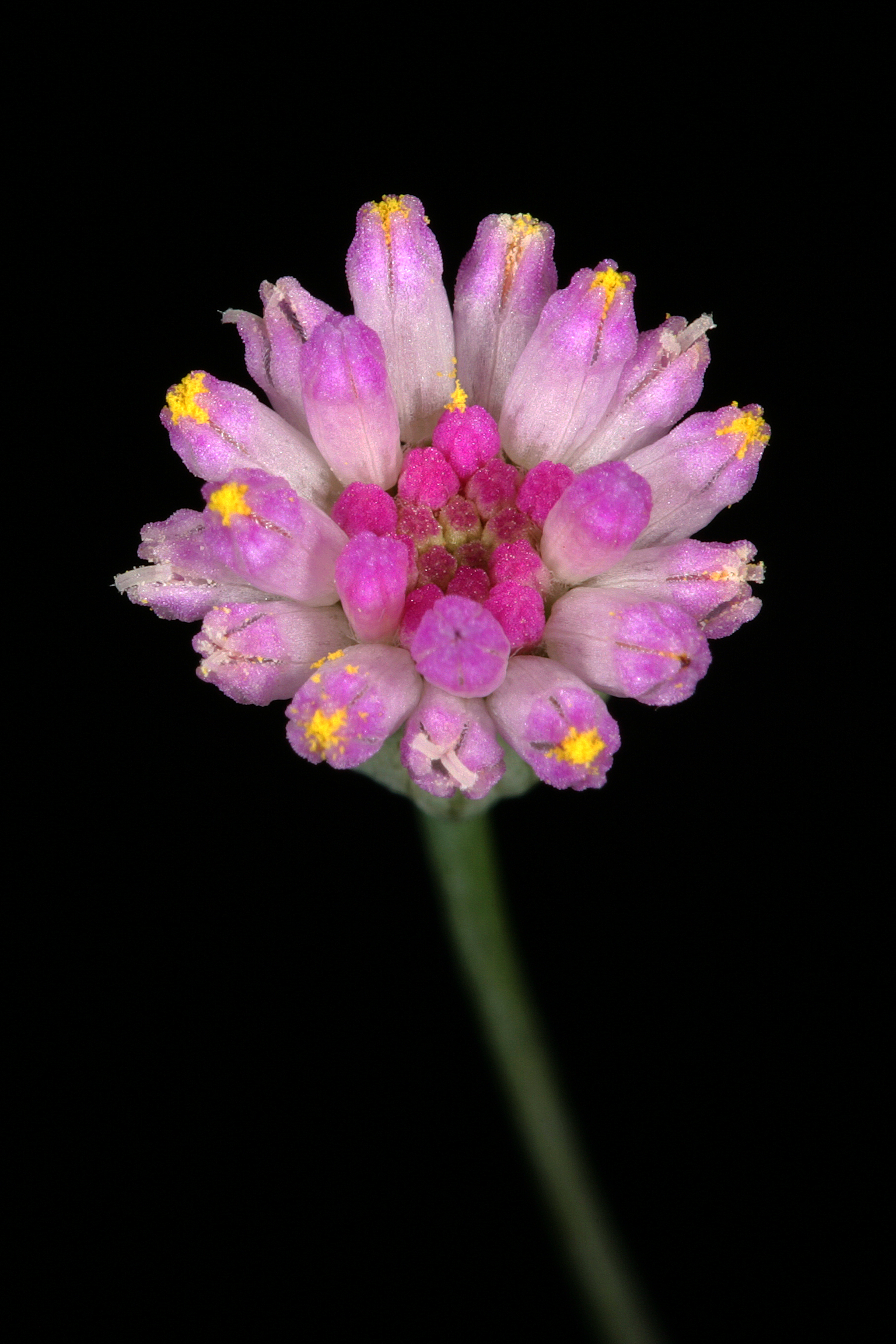
Emilia transvaalensis

## U
- Emilia ukambensis (O.Hoffm.) C.Jeffrey
- Emilia ukingensis (O.Hoffm.) C.Jeffrey

## V
- Emilia vanmeelii  Lawalrée
- Emilia violacea  Cronquist

## Z
- Emilia zairensis  Lisowski
- Emilia zambiensis (Torre) Mapaya & Cron
- Emilia zeylanica  C.B.Clarke